# Ángel Aníbal Guevara
Ángel Aníbal Guevara Rodríguez (La Democracia, 2 oktober 1925) is een Guatemalteeks politicus en militair.
Guavara volgde een militaire opleiding aan de omstreden School of the Americas en klom op tot brigadegeneraal. In 1979 werd hij hoofd van de Presidentiële Garde en een jaar later werd hij benoemd tot van minister van Defensie door president Fernando Romeo Lucas García. Guevara zou verantwoordelijk zijn geweest voor tal van mensenrechtenschendingen tijdens de Guatemalteekse burgeroorlog. Guevara werd door Lucas García aangewezen als presidentskandidaat voor de Institutioneel Democratische Partij (PID) voor de verkiezingen van 1982. Guevara wist die verkiezing te winnen, maar de verkiezing werd algemeen als frauduleus beschouwd. Een militaire staatsgreep voorkwam Guevara's aantreden en leidde tot de machtsovername van Efraín Ríos Montt.
Guevara keerde terug in de politiek toen hij zich kandidaat stelde voor het presidentschap in 1995, maar hij haalde slechts een klein deel van de stemmen.
In 1999 was Guevara een van de leiders die door Rigoberta Menchú in een Spaans gerechtshof werd aangeklaagd voor genocide. In 2006 werd hij door een Spaanse rechter een arrestatiebevel tegen hem uitgevaardigd, waarna hij zichzelf aangaf bij de politie. Wegens gezondheidsredenen werd hij overgeplaatst naar een militair hospitaal. In 2023 startte in Leuven een assisenproces tegen hem en andere Guatemalteekse hoogwaardigheidsbekleders wegens de moord op drie Belgische missionarissen in Guatemala in de jaren 1980.